# Дзиесма, Фрицис
Фрицис Дзиесма (латыш. Fricis Dziesma, настоящая фамилия Форстманис, латыш. Forstmanis; 11 января 1906 году, Рига — 21 августа 2004 года, Стокгольм) — латышский поэт, журналист, фотограф и библиотекарь. Лауреат премии «Pasaules brīvo latviešu (PBLA) Tautas balva» (1997)
Фрицис родился в семье рабочих. С 1913 года жил в Вентспилсе. 1927—1938 год работал техническим художником. Публиковался в журналах «Ventas Balss», «Zemgales Balss» и «Tukuma Balss». Техн. редактор журнала «Brīvā Zeme», главный редактор журнала «Atbalss». В советское время работал в изданиях «Tēvija» и «Zelta ābele». В 1933 году издает литературный сборник «Pavasara vārtos». В 1944 году эмигрировал в Швецию. В Швеции работал в Королевской библиотеке. Член латвийского клуба PEN.

## Публикации
- Сборник «Līvzeme» (Земля ливов), Вентспилская центральная научная библиотека, 1991 г., Вентспилс
- Сборник «Pavasara vārtos»
- «Dzīvei draugos» (1947)
- «Zvejnieku svētais vakarēdiens» (1949)
- Стихотворение «Līvzeme» (1963)
- «Klusuma zvaigzne» (1969);
- «Poem po kulšen»
- «Dzīvšen ceper kuldams» (1946),
- «Smukam smuks indev»(1972)